# Balak ibn Bahram ibn Ortok
Balak ibn Bahram ibn Ortok († 1124) est un officier turc de Syrie de la famille des Ortokides, avant de devenir atabeg d’Alep de 1124 à 1125. Il était fils d’un Bahram, lui-même fils d’Ortoq ibn Aksab, gouverneur seldjoukide de Jérusalem et de Palestine.

## Biographie
Peu de documents parlent de son père qui est surtout mentionné comme fils d’Ortoq et père de Balak, et non pour ses actions. Il n’est pas exagéré de supposer qu’il est mort peu avant Ortoq († 1091), car ce sont ses oncles Soqman ibn Ortoq et Il Ghazi ibn Ortoq qui succèdent à leur père, à l’exclusion des deux autres frères Bahram et Abd el-Jebhar (père de Badr al-Dawla Sulaîmân).
En 1100, Baudouin de Boulogne, qui s’est rendu maître d’Édesse deux ans plus tôt, occupe la place forte de Samosate et cherche à réduire Sarûj, une autre cité qui menace une partie du comté d'Édesse. Le chroniqueur Albert d’Aix précise que cette cité est assujettie à un émir du nom de Balas, que René Grousset et d’autres historiens identifient à Balak ibn Bahram ibn Ortoq. Les habitants de Saruj refusant de verser à Balak le tribut annuel, Balak dépêche une ambassade auprès de Baudouin pour requérir son aide, ne voyant dans ce dernier qu’un mercenaire comme l’avait été Roussel de Bailleul quelques années plus tôt. Mais Baudouin, après avoir pris Saruj, la rattache au comté d’Édesse, aux dépens de Balak. Mais, les chroniqueurs arabes, comme Ibn al-Athir, affirment que le souverain de Saruj n’est pas Balak, mais son oncle Soqman, l’ancien gouverneur de Jérusalem avant la reprise de la ville par les Fatimides en 1098.
Peu après, en 1103, il prend les villes d’Ana et d’El-Haditha à la famille de l’émir Ya'ich Ibn Eïça. En 1120, il est gouverneur d’Athâreb, où l’a nommé son oncle Il Ghazi, et ravage une partie de la principauté d'Antioche, pendant que son oncle marche sur la ville et l’assiège, mais Balak est défait par les Francs et Il Ghazi préfère se replier.
Fin juin 1122, Il Ghazi et Balak reprennent la guerre contre les Francs et assiègent Zerdana ; mais une contre-attaque du roi Baudouin II dégage la cité. En septembre 1122, Josselin Ier de Courtenay, comte d’Édesse tente de capturer Balak, mais tombe dans une embuscade, et est emprisonné à Kharpût, par Balak. La situation devient délicate pour Baudouin II qui, devant déjà assurer la régence de la principauté d’Antioche doit maintenant assurer celle du comté d’Édesse. Heureusement, Il Ghazi meurt de maladie le 3 novembre 1122 et ses possessions sont partagées entre son fils aîné Suleyman, qui reçoit le Diyârbékir septentrional, son fils cadet Timurtash, qui reçoit le Diyârbékir méridional et Mardin, son neveu Badr al-Dawla Sulaîmân qui reçoit Alep et Balak qui reçoit Kharput et Palu, dont il était déjà gouverneur. Baudouin II profite de cet affaiblissement de l’émirat ortokide pour attaquer Alep et obtenir de l’atabeg Suleyman la rétrocession d’Athâreb, lequel se trouve déconsidéré auprès de sa population.
Le 18 avril 1123, c’est Baudouin II qui est à son tour capturé par Balak et emprisonné à Kharpût. La régence du royaume de Jérusalem est assurée par Eustache Ier Grenier, comte de Sidon et de Césarée, et Balak profite de son prestige obtenu par la capture du roi et la déconsidération de son cousin Suleyman pour assiéger Alep. Mais la population résiste, craignant la brutalité de Balak, et ne se rend qu’au bout d’un mois, le 28 juin 1123. Il assiège ensuite al-Bara, le siège d’une seigneurie latine et épiscopale quand il apprend, le 7 août, que ses prisonniers Josselin et Baudouin se sont libérés et ont pris le contrôle de la citadelle de Kharpût. En effet, une cinquantaine d’Arméniens d’Édesse avaient pénétré dans Karpût sous les déguisements de marchands et de moines et avaient réussi à s’emparer de la citadelle, libérant ses prisonniers. Revenus de leur surprise, les Turcs les assiègent, mais Josselin parvient à quitter la cité et à rejoindre Édesse, puis Jérusalem, où il lève une armée de secours. Balak, revenu en toute hâte, assiège sa citadelle et, quand il la prend, le 16 septembre, massacre ses défenseurs, à l’exception du roi, d’un de ses neveux et de Galéran du Puiset
La guerre entre les Syriens du nord et les Francs est conduite par le comte Josselin d’Édesse qui est obligé de faire demi-tour, apprenant la capture de Baudouin, mais ravage et pille les environs d’Alep au cours de l’automne 1123. En janvier 1124, Balak reprend le contrôle d’Alep, qui commence à se révolter et s’allie à Tughtekin, atabeg de Damas. Les deux émirs assiègent Hasart, localité qui assure les communications entre Édesse et Antioche, mais sont repoussés par les Francs. C’est à ce moment qu’Hasan ibn Gümüshtekîn, lieutenant de Balak et gouverneur de Menbij se révolte. Balak confie à son cousin Timurtash le siège de Menbij et s’apprête à dégager le port de Tyr assiégé par les croisés. C’est en effectuant une dernière inspection autour de la ville qu’il est atteint par une flèche tirée par un soldat d’Hasan, le 6 mai 1124. Se rendant compte qu’il est mortellement blessé, il s’écrie « ce coup est un coup mortel pour tous les musulmans » et meurt peu après.
Son cousin Timurtash, fils d’Il Ghazi, se retire à Mardin, car il trouve qu’il y a en Syrie trop de guerres contre les Francs. Timurtash  commence par libérer Baudouin II contre rançon. Comme Balak est mort avant de secourir Tyr, et que les Fatimides renoncent à y envoyer une armée de secours, la ville est prise par les Francs le 7 juillet. Baudouin se met ensuite à assiéger Alep et Timurtash s’en désintéresse, faisant même exécuter les messagers de la ville venus lui demander secours. Les Alépins rejettent alors sa suzeraineté et offrent la ville à l’atabeg de Mossoul, Aq Sonqor Bursuqî,.

### Sources
- René Grousset, Histoire des croisades et du royaume franc de Jérusalem - I. 1095-1130 L'anarchie musulmane, Paris, Perrin, 1934 (réimpr. 2006), 883 p.
- Foundation for Medieval Genealogy : Ortokids
- Amin Maalouf, Les Croisades vues par les Arabes, J’ai lu, 1983 (ISBN 978-2-290-11916-7)